# Ramón Páez
Ramón Páez (Capitanía General de Venezuela, 1810 – 1894) fue un escritor venezolano, hijo del general y Presidente de Venezuela José Antonio Páez.

## Biografía
Era hijo del general José Antonio Páez, líder del movimiento que separó Venezuela de la Gran Colombia, convirtiéndola en una república autónoma. Inició sus estudios en el colegio de la Parroquia de la Merced en Caracas. A partir de 1830 realizó una serie de viajes que lo llevaron a Madrid y Londres, ciudad en la que recibió clases de Charles Waterton. En 1839 fue alumno en el Colegio de la Independencia de la ciudad de Caracas donde participó como violinista en los conciertos que organizaba el centro y recibió clases de música de Juan Meserón. En 1839 se trasladó a Londres, formando parte de la delegación presidida por el ministro plenipotenciario Alejo Fortique. En 1846 participó como secretario en una expedición a la región de Los Llanos de Venezuela en la que tomó nota de diferentes aspectos de la región en relación con su flora, fauna y geología. Este viaje daría origen al libro Wild Scenes in South America; or Life in the Llanos of Venezuela, editado en Nueva York en el año 1862. Participa junto a su padre en la Guerra civil venezolana de 1848.